# Hermann Mosler
Hermann Mosler (Hennef, 26 december 1912 – Heidelberg, 4 december 2001) was een Duits internationaal jurist. Vanaf 1959 tot 1980 was hij rechter van het Europees Hof voor de Rechten van de Mens en van 1976 tot 1985 van het Internationale Gerechtshof.

## Levensloop
Mosler stamde uit een juristenfamilie. Zijn vader Karl was van 1921 tot zijn afzetting in 1933 door de nazi's president van het Landesgericht van Bonn.
In 1937 behaalde Mosler zijn doctoraat aan de Rheinische Friedrich-Wilhelms-Universiteit in Bonn, met voor zijn proefschrift het voor die tijd gedurfde onderwerp Die Intervention im Völkerrecht. In deze tijd werd hij assistent aan het Kaiser-Wilhelm-Institut voor internationaal recht.
Zijn habilitatie behaalde hij in 1946 in Bonn bij Richard Thoma met het onderwerp Wirtschaftskonzessionen bei Änderung der Staatshoheit. Van 1949 tot 1954 bekleedde hij de leerstoel voor publiekrecht aan de Universiteit van Frankfurt, waarbij hij van 1951 tot 1953 de opbouwfase van de juridische afdeling van het Ministerie van Buitenlandse Zaken leidde.
In oktober 1954 volgde hij Carl Bilfinger op als directeur van het Max-Planck-Instituut voor internationaal recht in Heidelberg. Samen met Rudolf Bernhardt was hij hier de geestelijke vader van de Encyclopedia of Public International Law, waar hijzelf met meerdere artikelen aan bijdroeg.
In januari 1959 werd Mosler rechter van het Europees Hof voor de Rechten van de Mens in Straatsburg en tot tweemaal toe in dit ambt herkozen tot uiteindelijk 1980. Van 1976 tot 1985 was hij rechter van het Internationale Gerechtshof in Den Haag, waarvoor hij ook al eerder had gediend als ad-hocrechter.